# Landtagswahl in Sachsen 1926
- KPD: 14
- SPD: 31
- ASPSh: 4
- DDP: 5
- WP: 10
- DVP: 12
- VRP: 4
- DNVP: 14
- NSFB: 2

Die Landtagswahl in Sachsen 1926 fand am 31. Oktober 1926 statt und war die dritte Landtagswahl im Freistaat Sachsen in der Weimarer Republik. Wie bei allen Landtagswahlen im Freistaat Sachsen der Weimarer Republik wurden die Sozialdemokraten stärkste Kraft.

## Vorgeschichte
Das 1924 gebildete sozialdemokratisch dominierte Gesamtministerium Heldt I unter Ministerpräsident Max Heldt war in der SPD umstritten. Der linke Parteiflügel (in Sachsen wie auf gesamtdeutscher Ebene) wollte keine Regierungsbeteiligung unter Zusammenarbeit mit bürgerlich-konservativen Kräften wie der DVP. Der rechte Flügel um Heldt strebte die Fortsetzung einer solchen an. Der Richtungsstreit ist als Sachsenstreit bekannt. Ab 1926 waren Heldt und die SPD-Minister seiner Regierung nicht mehr Mitglied der SPD, sondern gründeten stattdessen die Alte Sozialistische Partei Sachsens (ASPS).

## Detailergebnisse
Die Ergebnisse der 3. Wahl zum Sächsischen Landtag ist folgend aufgelistet:
| Listen            | Listen                                                       | Stimmen   | %    | +/-   | Mandate | +/- |
| ----------------- | ------------------------------------------------------------ | --------- | ---- | ----- | ------- | --- |
|                   | Sozialdemokratische Partei Deutschlands (SPD)                | 758.005   | 32,1 | ▼9,7  | 31      | ▼9  |
|                   | Kommunistische Partei Deutschlands (KPD)                     | 342.382   | 14,5 | ▲4,0  | 14      | ▲4  |
|                   | Deutschnationale Volkspartei (DNVP)                          | 341.153   | 14,5 | ▼4,5  | 14      | ▼5  |
|                   | Deutsche Volkspartei (DVP)                                   | 292.085   | 12,4 | ▼6,3  | 12      | ▼7  |
|                   | Reichspartei des deutschen Mittelstandes (Wirtschaftspartei) | 237.626   | 10,1 | ▲9,9  | 10      | ▲10 |
|                   | Deutsche Demokratische Partei (DDP)                          | 111.467   | 4,7  | ▼3,7  | 5       | ▼3  |
|                   | Reichspartei für Volksrecht und Aufwertung (VRP)             | 98.479    | 4,2  | ▲4,2  | 4       | ▲4  |
|                   | Alte Sozialdemokratische Partei Sachsens (ASPS)              | 97.885    | 4,2  | ▲4,2  | 4       | ▲4  |
|                   | Nationalsozialistische Freiheitsbewegung (NSFB)              | 37.725    | 1,6  | ▲1,6  | 2       | ▲2  |
|                   | Deutsche Zentrumspartei (Z)                                  | 24.089    | 1,0  | ▲0,9  | –       | ▬   |
|                   | Völkisch-soziale Arbeitsgemeinschaft                         | 10.356    | 0,4  | ▲0,4  | –       | ▬   |
|                   | Reichsverband der deutschen Haus- und Grundbesitzervereine   | 7.011     | 0,3  | ▲0,3  | –       | ▬   |
|                   | Deutsche soziale Volksgemeinschaft                           | –         | –    | ▼0,2  | –       | ▬   |
| Gesamt            | Gesamt                                                       | 2.358.263 | 100  |       | 96      | –   |
|                   |                                                              |           |      |       |         |     |
| Ungültige Stimmen | Ungültige Stimmen                                            | 24.191    | 1,0  | ▲0,5  |         |     |
| Wähler            | Wähler                                                       | 2.382.454 | 71,1 | ▼10,7 |         |     |
| Wahlberechtigte   | Wahlberechtigte                                              | 3.353.079 |      |       |         |     |
|                   |                                                              |           |      |       |         |     |
| Quelle:           |                                                              |           |      |       |         |     |

## Folgen
Trotz starker Verluste von fast 10 Prozentpunkten für die Sozialdemokraten blieb die SPD stärkste Kraft. Das Gesamtministerium Heldt I blieb bis 1927 im Amt und wurde dann durch zwei weitere von Heldt (Heldt II, Heldt III) geführten Gesamtministerien abgelöst. Damit gelang es den (linken) Sozialdemokraten auch nicht, die Regierung wieder zu übernehmen, denn alle von Heldt angeführten Regierungen wurden von den bürgerlichen Parteien unterstützt. 
Die Regierung Heldt III war zugleich die letzte sächsische Regierung der Weimarer Republik, die in der Besetzung der Ministerien v. a. parteipolitisch besetzt war. Die nach der Wahl 1929 gebildeten Gesamtministerien waren zumindest teilweise mit Verwaltungsbeamten besetzt.

## Belege
1. ↑  Sachsen: Wahl zum 3. Landtag 1926. Abgerufen am 1. Juni 2025.
2. ↑  Landtagswahlen 1918-1933 - Sachsen. Abgerufen am 1. Juni 2025.